# Adamowice (Silésie)
Pour les articles homonymes, voir Adamowice.
Adamowice (prononciation : [adamɔˈvit͡sɛ]) est une localité polonaise de la gmina de Lyski, située dans le powiat de Rybnik en voïvodie de Silésie.